# 내토로
내토로(Naeto-ro)는 충청북도 제천시 영서동에서 제천시 송학면 동막교차로를 잇는 도로이다.

## 주요경유지
충청북도
- 제천시 (영서동 - 월송동 - 교동 - 의림지동 - 송학면)

## 노선
| 이름                      | 접속 노선                               | 소재지        | 소재지        | 비고          |
| 북부로와 직결             | 북부로와 직결                           | 북부로와 직결 | 북부로와 직결 | 북부로와 직결 |
| ------------------------- | --------------------------------------- | ------------- | ------------- | ------------- |
| (이름없음)                | 국도 제5호선 (북부로) 제천북로          | 제천시        | 영서동        |               |
| 신당 삼거리               | 용두대로                                | 제천시        | 영서동        |               |
| 신당교                    |                                         | 제천시        | 영서동        |               |
| 시민탑오거리              | 동명로 내토로13길 내토로15길 내토로16길 | 제천시        | 영서동        |               |
| 남당 교차로               | 청풍호로                                | 제천시        | 영서동        |               |
| 역전 교차로               | 내제로                                  | 제천시        | 영서동        |               |
| 약초시장 교차로           | 숭의로                                  | 제천시        | 월송동        |               |
| 동현 교차로               | 단양로                                  | 제천시        | 월송동        |               |
| (이름없음)                | 의병대로                                | 제천시        | 월송동        |               |
| 장락삼거리                | 청천대로                                | 제천시        | 교동          |               |
| 죽하마을입구 교차로       | 내토로63길                              | 제천시        | 교동          |               |
| 장락주공 3.4단지앞 삼거리 | 내토로59길                              | 제천시        | 교동          |               |
| 죽하마을입구 교차로       | 내토로63길                              | 제천시        | 교동          |               |
| (이름없음)                | 둔전로                                  | 제천시        | 의림지동      |               |
| 당모루마을앞 교차로       | 내토로69길                              | 제천시        | 의림지동      |               |
| 고암 교차로               | 제천북로 송학주천로                     | 제천시        | 의림지동      |               |
| 배재                      |                                         | 제천시        | 의림지동      |               |
| 양구터마을입구 교차로     | 내토로71길                              | 제천시        | 의림지동      |               |
| 동막 교차로               | 국도 제38호선 (북부로)                  | 제천시        | 송학면        |               |
| 북부로와 직결             |                                         |               |               |               |

## 주요 건물및 시설
- SK에너지 SK 행복충전 신동가스 충전소 (내토로 59/신동 153-1)
- HD현대오일뱅크 설송 톨게이트 주유소 (내토로 125/신동 49-1)
- GS칼텍스 신동 주유소 (내토로 134/신동 640-47)
- S-OIL 제천가스 충전소 (내토로 156/천남동 290)
- 한국국토정보공사 제천지사 (내토로 291-1/천남동 18-1)
- 제천시청 (내토로 295/천남동 12-2)
- 현대오일뱅크 현대오일뱅크 직영 조양주유소 (내토로 333/천남동 30-5)
- 농협 제천지점 (내토로 442/화산동 208-4)
- CU 제천지점 (내토로 446/화산동 208-1)
- GS칼텍스 평화 주유소 (내토로 513/화산동 637)
- GS칼텍스 대광 주유소 (내토로 570/화산동 990)
- 금호타이어 356카센터 (내토로 595/동현동 356)
- CU 제천남당대로점 (내토로 597/동현동 357-1)
- 기아 오토큐 동현점 (내토로 598/동현동 359)
- E1 제천중앙LPG충전소 (내토로 728/장락동 702-19)
- CU 제천충전소점 (내토로 728/장락동 702-19)
- HD현대오일뱅크 우성에너지 대왕주유소 (내토로 733/장락동 702-6)
- 알뜰 이포주유소 (내토로 868/장락동 415-1)
- 명지병원 (내토로 991/고암동 566-12)
- SK에너지 고암주유소 (내토로 1027/고암동 264-6)
- S-OIL 케이엠 보광주유소  (내토로 1107/고암동 163-22)
- HD현대오일뱅크 두성주유소 (내토로 1121/고암동 163-1)
- GS칼텍스 알라딘 주유소 (내토로 1243/송학면 379-4)